# HD 102956
HD 102956 — одиночная звезда в созвездии Большой Медведицы на расстоянии приблизительно 399 световых лет (около 122 парсек) от Солнца. Видимая звёздная величина звезды — +7,851m. Возраст звезды определён как около 2,3 млрд лет.
Вокруг звезды обращается, как минимум, одна планета.

## Характеристики
HD 102956 — оранжевая звезда спектрального класса K0III, или G5. Масса — около 1,835 солнечной, радиус — около 4,636 солнечного, светимость — около 11,176 солнечной. Эффективная температура — около 4944 K.

## Планетная система
В 2010 году группой астрономов из Ликской обсерватории и из обсерватории Кек было объявлено об открытии планеты HD 102956 b. Она представляет собой короткопериодичный горячий юпитер — газовый гигант, обращающийся очень близко к родительской звезде. Масса планеты примерно равна 96% массы Юпитера. Полный оборот вокруг звезды планета совершает за 6 с лишним суток. Открытие было совершено методом измерения лучевых скоростей родительской звезды.
В 2019 году учёными, анализирующими данные проектов HIPPARCOS и Gaia, у звезды обнаружена планета HIP 57820 c.